# RCASS
RCASS
- 用途：試験
- 分類：無線操縦ヘリコプター
- 製造者：ヤマハ発動機
- 生産開始：1983年
- 運用状況：試験終了

RCASS（アールキャス）は、かつて試作された、農業用無線操縦ヘリコプターである。
RCASSはRemote Control Splay System（遠隔操作式噴霧装置）”に由来する。

## 開発
1980年に農林水産省の外郭団体である（社）農林水産航空協会では農薬散布作業の省力化を目的として遠隔操作による米海軍の艦載無人対潜ヘリコプターのQH-50 DASHを参考に二重反転ローター式無線操縦ヘリコプターである遠隔誘導式小型飛行散布装置の開発に着手して、エンジンの提供を契機としてヤマハ発動機が開発に参加して進められた。
1983年に再設計を開始して1984年に二重反転ローター式のRCASS1号機が完成したものの、安定性が良くなく、実用性に欠けていた。1986年に開発が終了した。1987年にRCASS2号機が初飛行した。開発期間中に1号機と2号機が製造された。
農林水産航空協会から試作機が1987年11月に産業用無人ヘリコプター展示デモフライトで公表されたが、重量が100kg以上で不安定性を解決できず実用化には至らず、1988年3月に終了した。
二重反転ローター式での開発が難航していたので1985年から並行して趣味用の無線操縦ヘリコプターの開発で実績のあったヒロボーが計画に参加してオーソドックスなテールローターを装備した形式に変更して開発が進められ、1987年にR-50が完成した。

## 性能・主要諸元
無人ヘリコプター
- 形式：同軸反転式ヘリコプター
- エンジン：水冷・2サイクル・単気筒・292cc・28ps
- 総重量:80kg(ドライ)、100kg(グロス)
- 姿勢安定装置:ジャイロ安定式
- 全長:1.4m
- 全幅:1.4m
- 全高:1.8m
- ローター直径:2.6m

## 比較
| 機体名称 | RCASS               | R-50               | YH-300        | RMAX               | FAZER              | RPH-2              |
| -------- | ------------------- | ------------------ | ------------- | ------------------ | ------------------ | ------------------ |
| 積載量   | 10kg                | 20kg               | 30kg          | 30kg               | 30kg               | 100kg              |
| 内薬剤   |                     | 10kg               | 24kg          | 24kg               | 30kg               | 60kg               |
| 飛行時間 |                     | 30分               | 40分          | 60分               | 60分               | 60分               |
| 全長     | 1.40m               | 3.58m              | 3.95m         | 3.63m              | 3.66m              | 5.6m               |
| 回転翼径 | 2.60m               | 3.07m              | 3.38m         | 3.12m              | 3.12m              | 4.8m               |
| 全高     | 1.8m                | 1.08m              | 1.15m         | 1.08m              | 1.08m              | 1.8m               |
| 自重     | 80kg                | 44kg               | 58kg          | 58kg               | 70kg               | 230kg              |
| 全備重量 | 100kg               | 65kg               | 95kg          | 94kg               | 100kg              | 330kg              |
| 原動機   | 水冷2サイクル単気筒 | 水冷2サイクル2気筒 | 空冷2サイクル | 水冷2サイクル2気筒 | 水冷4サイクル2気筒 | 水冷2サイクル3気筒 |
| 排気量   | 292cc               | 98cc               | 248cc         | 246cc              | 390cc              | 679cc              |
| 出力     | 28hp                | 12hp               | 21hp          | 21hp               | 25.6hp             | 83.5hp             |
| メーカー | 神戸技研            | ヤマハ発動機       | ヤンマー      | ヤマハ発動機       | ヤマハ発動機       | 富士重工業         |